# Восстание «Академии Людовики»

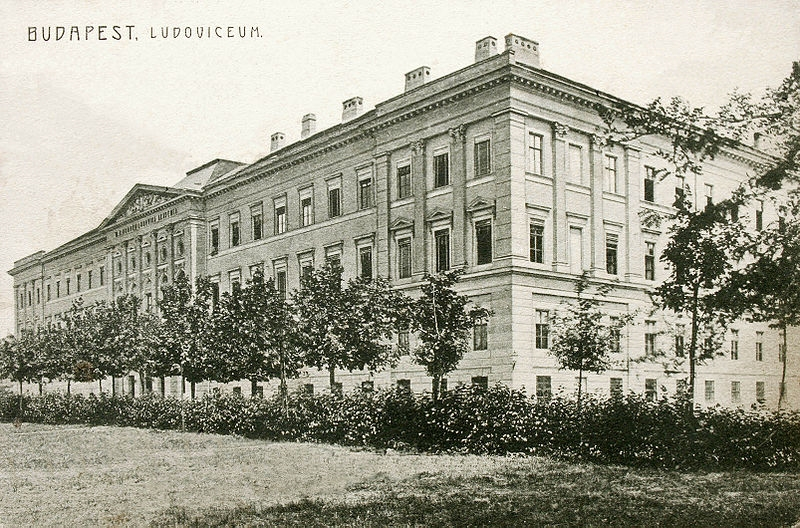
Главное здание Академии Людовики (1913)

Красная гвардия во время подавления восстания курсантов Академии Людовика 24 июня 1919 г.

Восстание «Академии Людовики» (венг. Ludovikás ellenforradalom) — неудачная попытка государственного переворота, осуществлённая в Будапеште 24—25 июня 1919 года против Венгерской советской республики.
Антисоветское восстание, начатое в военной «Академии Людовики», было организовано некоторыми офицерами преподавательского факультета, в первую очередь капитаном Йене Лемберковичем, подполковником Одоном Шранцем и майором артиллерии Вилмошем Хёнигом. Они также могли рассчитывать на помощь многих офицеров академии и часть Дунайской флотилии. Заговорщики полагали заручится поддержкой военного коменданта города, бывшего народного комиссара военных дел социал-демократа Йожефа Хаубриха. Хаубрих, по-видимому, вовремя узнал об акции и проинформировал ЦК Социалистической партии Венгрии, но ждал дальнейшего развития событий. Власть начала расследование о подготовке в «Людовике» всего за несколько дней до восстания, но майору Ласло Барте, начальнику Академии, удалось отстранить следователей.
24 июня 1919 года, в 16 часов, 29 офицеров и 257 курсантов во главе с Лемберковичем взяли под свой контроль здание «Людовики», а взвод под командованием старшего лейтенанта Грашы занял телефонную станцию Йожефа. Вскоре после этого монитор «Марош» и сторожевые корабли «Чука» и «Пожони», подняли национальный флаг вместо красного, а затем проплыли под Цепным мостом, откуда произвели три выстрела по отелю «Венгрия». Здесь жили и проводили свои встречи главные политические лидеры Советской республики. Заговорщики распространили в Будапеште листовки с призывом к созданию нового, «подлинно национального правительства».
Однако повстанцы неверно оценили соотношение сил, особенно в том смысле, что они абсолютно доверяли Хаубриху и поэтому напрасно ждали, что бывший нарком встанет на их сторону. Хаубрих же повёл воинские части (32-й полк Красной Армии и другие части) под Академию и после угроз повстанцам артиллерийским обстрелом на рассвете следующего дня подавил восстание. Капитан Йене Лемберкович, лидер повстанцев, был схвачен в казармах Вилмоша (Энгельса), и его застрелил политкомиссар Красной гвардии.
Советское правительство отреагировало на неудавшуюся попытку государственного переворота постановлением от 25 июня, в котором объявило «примерное наказание»: «Учитывая, что умеренное осуществление диктатуры побудило буржуазию к контрреволюционному выступлению... диктатуру пролетариата решено проводить в полной мере беспощадными мерами... и, если необходимо, утопить контрреволюцию буржуазии в крови». Планируемая ответная акция Советского правительства первоначально предполагала, что зачинщики восстания будут публично казнены в Будапеште на площади Октагона. Однако благодаря энергичным протестам держав-победительниц Антанты, в первую очередь итальянца Гвидо Романелли, и социал-демократов, выступавших за смягчение наказания, смертная казнь была заменена тюремным заключением.